# Vilhelm Krag

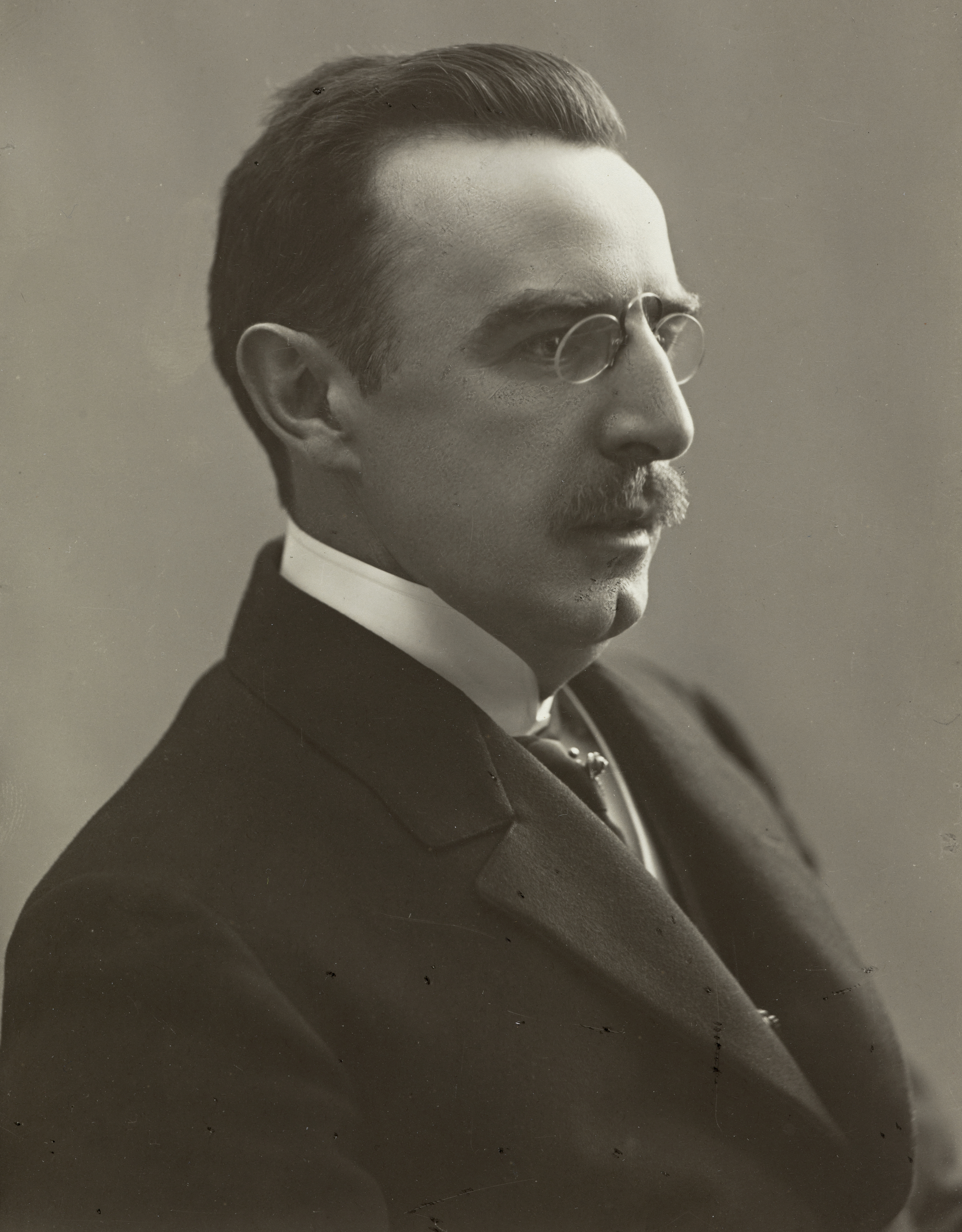

Vilhelm Andreas Wexels Krag 24 december 1871 i Kristiansand, död 10 juli 1933 i Ny-Hellesund i Søgne, var en norsk diktare, författare och dramatiker, son till Peter Rasmus Krag och bror till Thomas Krag. Han anses tillsammans med Gabriel Scott vara Sørlandets främsta författare.
Krag fick redan som 16-åring sin första dikt tryckt i Fædrelandsvennen. Han läste och tog mycket impulser från Bjørnstjerne Bjørnson och Henrik Ibsen. 
1890 blev han student, var 1908-11 chef vid Nationaltheatret. Från 1911 verkade han som litterär rådgivare hos Aschehoug & co:s förlag. Med debuten Digte (1891) vars melodiösa och vemodiga vers om ensamhet och erotik var påverkad av Holger Drachmann och Jens Peter Jacobsen, folkvisa och fransk symbolism, anslog Krag en ny ton i norsk diktning, som även ljöd i hans nästa diktsamling, Sange fra Syden (1893). Hans dikter fick med tiden en mera enkel och realistisk karaktär genom anknytning till Sørlandets landskap och befolkning, fiskare och sjömän, något som märks i diktsamlingarna Nyere digte (1897), Vestlandsviser (1898), Sange fra min ø (1918) och Viser og vers (1919). Som prosaist nådde Krag högt med sina humoristiska Sørlandsskildringar, Major von Knarren og hans venner (1906), Hos Maarten og Silius (1912) samt Stenansiktet (1918) samt i de självbiografiska Min barndoms have (1926) och Den gang vi var tyve aar (1927). Av hans många skådespel märks Baldevins bryllup (1900) med motiv från sörländskt folkliv och det starkt lyriska Livet en leg (1901). Hans Skrifter (i urval) utgavs 1930 4 band.
Totalt kom han att skriva 43 böcker (dikter, prosa och skådespel), och torde även vara den mest tonsatta norska lyrikern genom tiderna.